# زولا (فلم)
زولا (بالإنجليزية: Zola) فيلم جريمة وكوميديا سوداء أمريكي صدر عام 2020، مقتبس من موضوع على تويتر من تأليف أزيا «زولا» كينغ، ومقال رولينغ ستون تحت عنوان «زولا تروي كل شيء: القصة الحقيقية وراء أعظم ملحمة على الإطلاق» بقلم دايفيد كوشنر. من إخراج جانيكزا برافو، وسيناريو برافو وجيريمي أو.هاريس. يقوم ببطولة الفيلم تايلور بيج، ورايلي كيو، وكولمان دومينغو، ونيكولاس براون، وأرييل ستاتيل. تدور الأحداث حول راقصة التعري زولا، تقنعها صديقتها الجديدة بالسفر إلى تامبا بولاية فلوريدا، من أجل كسب المال، وهي تسعى فقط للسيطرة على زولا.
عرض الفيلم لأول مرة في مهرجان صاندانس السينمائي في 24 يناير 2020، وصدر في دور العرض بالولايات المتحدة في 30 يونيو 2021، بعد تأخير لمدة عام بسبب جائحة فيروس كورونا، وأشاد النقاد بالفيلم.

## الممثلون
- تايلور بيغ: في دور أزيا «زولا» كينغ
- رايلي كيو: في دور ستيفاني
- نيكولاس براون: في دور ديريك
- أريئيل ستاشيل: في دور شون
- كولمان دومينغو: في دور أبيغوندي «اكس» أولاوالي
- جايسون ميتشيل: في دور ديون
- تي اس ماديسون: في دور هوليوود
- نيلسي سوفرانت: في دور جيل
- ناصر رحيم: في دور جوناثان
- صوفي هول: في دور بايبي

جاركويل ستيوارت: في دور سي سي

## القصة
تعمل أزيا «زولا» كينغ (تايلور بيغ) نادلة في مطعم، وأيضا راقصة تعري لبعض الوقت في ديترويت، وتلتقي بستيفاني (رايلي كيو) التي تدعو زولا للرقص معها في ملهى ذات ليلة، ويكوِّن الاثنين صداقة سريعة، وفي اليوم التالي، تقترح ستيفاني أن تنضم إليها زولا في رحلة برية إلى تامبا بولاية فلوريدا، لموقع ناد للتعري حيث تعتقد ستيفاني أن بإمكانهم جني أموال كبيرة هناك. تنضم زولا إلى ستيفاني التي تصطحب معهم صديقها ديريك (نيكولاس براون)، وزميله الغامض أكس (كولمان دومينغو).
يصل الأربعة إلى الفندق، وتقول ستيفاني أن أصدقائها كسبوا أكثر من 5000 دولار في ليلة واحدة. يقدم الاثنين عرضاً في النادي، ولا يحصلون على كثير من المال. تكتشف زولا أن ستيفاني وإكس قد نشروا صورًا لها وستيفاني في إعلان لبيع ليلة من الجنس، تحاول زولا المغادرة ولكن إكس، وهو قواد ستيفاني، يهددها لتبقى. يبدأ إكس في ترتيب مقابلة ستيفاني للعملاء، وتحاول زولا التواجد لضمان سلامة ستيفاني، ولكنها تفقد الثقة في ستيفاني عندما تعلم انها كانت تتلاعب براقصات تعري في السابق ودفعهم في طريق الدعارة. ترافق زولا صديقتها ستيفاني إلى فندق لمقابلة عميل الذي ينتظرهم بصحبة عصابة من المسلحين، وتنجح زولا في الفرار والذهاب لاستدعاء إكس وديريك، وينجح الأربعة في الفرار.

## الإنتاج
نشرت النادلة أزيا «زولا» كينغ من ديترويت في أكتوبر 2015، موضوعًا من 148 تغريدة حول رحلة قامت بها إلى فلوريدا مع راقصة تعري اسمها جيسكا. انتشرت القصة، التي تحتوي على تفاصيل الدعارة والقتل ومحاولة الانتحار، على نطاق واسع، وحصلت على اعتراف أشخاص مثل ميسي إليوت، سولانغ نولز وآفا دوفيرناي. بعد حوالي شهر، نشر ديفيد كوشنر من رولينغ ستون مقالاً أجرى فيه مقابلات مع أشخاص شاركوا في القصة. بينما أشار المقال إلى العديد من التناقضات في القصص، واعترف كينج بتجميل بعض التفاصيل الأكثر إثارة، فقد اعترف معظم المشاركين في الجوهر العام للقصة.
أُعلن في فبراير 2016، أن جيمس فرانكو سيخرج الفيلم، من سيناريو لأندرو نيل ومايك روبرتس، وسيعمل كل من فرانكو وفينس جوليفيت وكريستين فاتشون وديفيد هينوجوسا وكارا بيكر كمنتجين للفيلم، ضمن لافتات رابيت بانديني للإنتاج، أفلام كيلر وجيجي فيلمز، على التوالي. تم الإعلان في يناير 2018، عن أن الفيلم كان من المقرر أن يبدأ الإنتاج في فبراير 2018، ولكن تم تأجيله بعد مزاعم سوء السلوك الجنسي ضد فرانكو. أُعلن في يونيو 2018، أن جانيكزا برافو ستخرج الفيلم، لتحل محل فرانكو، وفي أكتوبر 2018، تم تعيين تايلور بيغ في الفيلم ليلعب الدور الرئيسي، وفي نفس الشهر، انضم كل من رايلي كيو ونيكولاس براون وكولمان دومينغو وجيسون ميتشل إلى فريق عمل الفيلم. انضم أريئيل ستاشيل إلى فريق التمثيل في نوفمبر 2018.

## التصوير والإصدار
بدأ التصوير الرئيسي في 29 أكتوبر 2018  وانتهى الإنتاج في 7 ديسمبر 2018. عرض الفيلم لأول مرة عالميًا في مهرجان صاندانس السينمائي في 24 يناير 2020، حيث تم ترشيحه لجوائز لجنة التحكيم الكبرى للعرض المسبق. حصلت شركة أفلام سوني حول العالم وشركة ستيج 6 على الحقوق الدولية للفيلم (باستثناء كندا واليابان). تم إصداره في الولايات المتحدة في 30 يونيو 2021.

## الاستقبال
كان من المتوقع أن يصل إجمالي المبيعات إلى 2-4 مليون دولار في الولايات المتحدة وكندا، من 1468 داراً للعرض في عطلة نهاية الأسبوع الافتتاحية. حقق الفيلم 505000 دولار في اليوم الأول من إطلاقه و 282 ألف دولار في اليوم الثاني. استمر في الظهور لأول مرة إلى 1.2 مليون دولار في عطلة نهاية الأسبوع الافتتاحية و 2 مليون دولار على مدى خمسة أيام، واحتل المركز التاسع في شباك التذاكر. انخفض الفيلم بنسبة 48 ٪ إلى 620.000 دولار في عطلة نهاية الأسبوع الثانية، وانتهى في المركز العاشر.
منح موقع روتن توميتوز الفيلم تقييماً مقداره 88% بناءاً على آراء 194 ناقداً سينمائياً.
منح موقع ميتاكريتيك الفيلم تقييماً مقداره 75% بناءاً على آراء 41 ناقداً سينمائياً.
ذكرت شركة بوست تراك أن 68٪ من أفراد الجمهور أعطوا الفيلم درجة إيجابية، مع 46٪ قالوا أنهم يوصون به بالتأكيد.
منحت شانون ميللر من «A.V كلوب» الفيلم درجة (B) وكتبت: «هي أولاً وقبل كل شيء دراما مثيرة وكارثية، وتحدث لقاء بين وسائل التواصل الاجتماعي مع الواقع المروّع المتمثل في الوقوع في وضع خطير».
وصف الناقد أوين جليبرمان، من مجلة فارايتي، الفيلم بأنه "قصة حقيقية باهظة للغاية لدرجة أنه يبدو وكأنها مختلقة. إنه بركان صغير من الجنس والعنف والخطر والخداع. إنها صورة قريبة وعميقة للنساء العاملات في صناعة الجنس. إنه زلزال حقيقي مثل العسل الأمريكي. إنه قطعة من الشجاعة في صناعة الأفلام.
أشاد بيتر ديبروغ، الذي يكتب أيضًا لمجلة فارايتي بصانعة الأفلام الموهوبة وكتب: «بالتأكيد، من الممتع أن فيلم يتجلى في انعدام الروح الهائل لوسائل التواصل الاجتماعي والاقتصاد غير المنظم لرغبة الذكور، لكن زولا ترن في النهاية رنين أجوف. الممثلون لا يخافون، ومع ذلك، ما مقدار ما نعرفه عن هذه الشخصيات في النهاية؟ الإجابة: شيء من قيمهم، ولكن لا شيء تقريبًا في حياتهم».
كتب لودفيج هورتادو في مجلة «ذا فيس The Face» أن الفيلم يرمز إلى نوع جديد من الأفلام يُعرف باسم تامبا كور.

## روابط خارجية
- مقالات تستعمل روابط فنية بلا صلة مع ويكي بيانات